# Recherche et innovation responsable
 (mai 2024).
La mise en forme du texte ne suit pas les recommandations de Wikipédia : il faut le « wikifier ».
Les points d'amélioration suivants sont les cas les plus fréquents. Le détail des points à revoir est peut-être précisé sur la page de discussion.
- Les titres sont pré-formatés par le logiciel. Ils ne sont ni en capitales, ni en gras.
- Le texte ne doit pas être écrit en capitales (les noms de famille non plus), ni en gras, ni en italique, ni en « petit »…
- Le gras n'est utilisé que pour surligner le titre de l'article dans l'introduction, une seule fois.
- L'italique est rarement utilisé : mots en langue étrangère, titres d'œuvres, noms de bateaux, etc.
- Les citations ne sont pas en italique mais en corps de texte normal. Elles sont entourées par des guillemets français : « et ».
- Les listes à puces sont à éviter, des paragraphes rédigés étant largement préférés. Les tableaux sont à réserver à la présentation de données structurées (résultats, etc.).
- Les appels de note de bas de page (petits chiffres en exposant, introduits par l'outil «  Source ») sont à placer entre la fin de phrase et le point final[comme ça].
- Les liens internes (vers d'autres articles de Wikipédia) sont à choisir avec parcimonie. Créez des liens vers des articles approfondissant le sujet. Les termes génériques sans rapport avec le sujet sont à éviter, ainsi que les répétitions de liens vers un même terme.
- Les liens externes sont à placer uniquement dans une section « Liens externes », à la fin de l'article. Ces liens sont à choisir avec parcimonie suivant les règles définies. Si un lien sert de source à l'article, son insertion dans le texte est à faire par les notes de bas de page.
- La présentation des références doit suivre les conventions bibliographiques. Il est recommandé d'utiliser les modèles {{Ouvrage}}, {{Chapitre}}, {{Article}}, {{Lien web}} et/ou {{Bibliographie}}. Le mode d'édition visuel peut mettre en forme automatiquement les références.
- Insérer une infobox (cadre d'informations à droite) n'est pas obligatoire pour parachever la mise en page.

Pour une aide détaillée, merci de consulter Aide:Wikification.
Si vous pensez que ces points ont été résolus, vous pouvez retirer ce bandeau et améliorer la mise en forme d'un autre article.
La recherche et l'innovation responsable (RRI) est, dans les programmes-cadres de l'Union européenne le domaine des processus de recherche scientifique et de développement technologique qui tiennent compte des effets et des impacts potentiels sur l'environnement et la société,,,. Ce concept a gagné en visibilité autour de l'année 2010, supplantant par là même à des concepts antérieurs, notamment les études « ELSA » (Aspects éthiques, juridiques et sociaux) suscitées par le Projet Génome Humain,. Différentes définitions de la RRI ont émergé, mais toutes s'accordent pour dire que les défis sociétaux devraient être au centre des préoccupations de la recherche scientifique. De plus, ces définitions s'accordent également sur les méthodes par lesquelles cet objectif devrait être atteint. La RRI implique de soumettre la recherche à des normes éthiques élevées, de garantir l'égalité des sexes dans la communauté scientifique, de conférer aux décideurs politiques la responsabilité d'éviter les effets nocifs de l'innovation, d'impliquer les communautés affectées par l'innovation et de s'assurer qu'elles disposent des connaissances nécessaires pour comprendre les implications en favorisant l'éducation scientifique et le libre accès. Parmi les organisations qui souscrivent à la RRI figure le Conseil de recherche en ingénierie et en sciences physiques.
« Horizon 2020», dit H2020, le huitième programme de financement scientifique de la Commission européenne annoncé en 2013, a fait de RRI une priorité. Les bases de cette démarche ont été posées dans le programme « Innovation Socialement Responsable », une initiative de l'Organisation Néerlandaise pour la Recherche Scientifique ainsi que de six départements ministériels des Pays-Bas,,,. Les préparatifs de ce programme entre 2005 et 2007 ont forgé l'expression « Innovation responsable » et conçu un programme comportant plusieurs appels à propositions. L'idée centrale de la RRI dans le programme européen H2020 s'inspire dans une large mesure de ce programme,.
En 2014, il a été relevé que les critères « d'impacts plus larges » de la National Science Foundation, malgré certaines différences, ressemblaient de plus en plus aux normes de RRI.
Les industries et services qui contribuent à la recherche et à l'innovation sont nombreuses. Cela souligne la nécessité et l'importance d'une démarche de recherche et d'innovation responsable afin que ce développement soit le plus bénéfique pour toutes ses parties prenantes. Un exemple de l'une de ces industries est l’agriculture commerciale qui dépend au premier ordre d’un développement responsable de la recherche.
L'un des domaines dans lesquels les principes de RRI sont appliqués est celui de l'informatique quantique. Une recherche collaborative dirigée par l'Université d'Oxford dans le cadre du programme national britannique sur les technologies quantiques a mis en évidence comment l'informatique quantique pourra transformer la société et l'économie. Elle tente aussi d'identifier les potentiels effets négatifs qu'une telle innovation de rupture pourrait entraîner.
Parmi les critiques exprimées à propos de la RRI, les principales préoccupations incluent le flou de la terminologie, la possibilité de décourager la recherche fondamentale et le manque d'attractivité pratique pour l’adoption de RRI dans une culture de recherche basée sur la concurrence, les contrats à court terme et les logiques comptables.